# Feizi
Feizi (chino: 非子; murió 858 a. C.), también conocido por el título Qin Ying, fue el fundador del antiguo estado chino de Qin, predecesor de la dinastía Qin que conquistaría todos los demás estados chinos y uniría China en 221 a. C.

## Origen mítico de Qin
De acuerdo con los mitos fundacionales de Qin registrados en los Recuerdos del Gran Historiador de la dinastía Han por el historiador Sima Qian, Feizi descendió del mítico Emperador Amarillo y su nieto y sucesor Zhuanxu. La nieta de Zhuanxu, Nüxiu (女脩) dio a luz a Daye (大業) después de tragar un huevo de golondrina. El hijo de Daye, Boyi (伯益) recibió el nombre ancestral Ying (嬴) del mítico gobernante chino Shun.

## Ascendencia
Durante la dinastía Shang, el descendiente de Boyi, Zhongjue estaba a cargo de Xichui (西垂, también llamado Quanqiu, en el actual condado de Li, Gansu) en medio de las tribus Rong. El hijo de Zhongjue, Feilian (蜚廉) y su nieto Elai sirvieron al rey Zhou de Shang, y Elai fue asesinada cuando el rey Wu de Zhou derrocó a Shang y fundó la dinastía Zhou. El padre de Feizi, Daluo (大骆), era el tatara-tatara-nieto de Elai. Sin embargo, el heredero legal de Daluo no era Feizi, sino su otro hijo, Cheng, porque Cheng nació de la esposa principal de Daluo, hija del marqués del estado Shen.

## Fundación de Qin
Feizi vivía en Xichui y era un habilidoso criador de caballos. El rey Xiao de Zhou se enteró de su reputación y lo puso a cargo de la cría y el entrenamiento de caballos para el ejército de Zhou. Para recompensar sus contribuciones, el rey Xiao quería hacer de Feizi el heredero legal de su padre en lugar de su medio hermano Cheng. Sin embargo, el marqués de Shen, el abuelo de Cheng, se opuso y dijo que el pueblo Rong se rebelaría si el rey depusiera a Cheng. El rey cambió de opinión y le otorgó a Feizi el pequeño feudo de Qin (en el actual condado de Zhangjiachuan, Gansu), separado del feudo de su padre en Xichui, se le dio a Feizi el título Qin Ying, una combinación de su feudo y nombre ancestral.
Este fue el comienzo del estado Qin que más de seis siglos después conquistaría todos los demás estados y unificaría a China bajo el gobierno de Qin Shi Huang, el primer emperador de la dinastía Qin. En este momento Qin era solo un estado menor clasificado como un "estado adjunto" (附庸, fuyong), y Feizi no recibió ningún rango de nobleza. Qin no se convertiría en un estado vasallo principal hasta cinco generaciones después, cuando el rey Ping de Zhou le otorgó al duque Xiang de Qin un rango formal de nobleza y reconocimiento como señor feudal por proteger al rey durante la invasión de los nómadas quanrong.

## Después de la muerte
Feizi murió en 858 a. C. y fue sucedido por su hijo, conocido como el Marqués de Qin. En 842 a. C., el pueblo Rong se rebeló, destruyendo el clan del medio hermano de Feizi en Xichui. Veinte años después, el Rong mató al bisnieto de Feizi, Qin Zhong, en 822 a. C. Sin embargo, el hijo y sucesor de Qin Zhong, el duque Zhuang de Qin, derrotó al Rong y se anexionó a Xichui, reuniendo así los territorios de las dos ramas de la Casa de Ying.